# Zaz (співачка)
Ізабель Жоффруа (фр. Isabelle Geffroy, нар. 1 травня 1980, Тур, Франція) — французька співачка, виступає з псевдонімом Zaz. У своїй творчості поєднує джазові стилі з французьким попом, соулом та акустикою. Її голос нагадує голос Едіт Піаф. Її найвідоміша пісня «Я хочу» (фр. Je veux) з першого альбому.

## Біографія
Ізабель Жоффруа народилась в місті Турі 1 травня 1980. Її матір була вчителькою іспанської мови, батько працював у енергетичній компанії. В 1985 році Ізабель разом братом і сестрою пішли навчатися до регіональної музичної школи міста Тура. Тут вона з п'яти років вивчала сольфеджіо, хоровий спів, гру на скрипці, фортепіано, та гітарі.
У 1994 році Ізабель разом з ма́тір'ю переїжджає в Бордо. В 1995 вона відвідувала курси співу, а також займається спортом: протягом року в Бордо вона тренувала кунг-фу з професійним тренером. У п'ятнадцять років Ізабель переїхала жити до старшої сестри і не отримавши диплом, пішла працювати до одного з місцевих ресторанів. У 2000 році їй призначили стипендію від регіональної ради міста Бордо, що дозволило їй продовжити навчання співу в музичній школі Бордо.
Серед музики що повпливала на неї вона згадує Пори року Вівальді, джазову співачку Еллу Фіцжеральд, французький шансон, Енріко Масіаса, Боббі Макферріна, Рішара Бона, латинські, африканські та кубинські ритми… У 2006 році Ізабель Жоффруа приїздить до Парижа.
У січні 2011 телеканал France-3 і читачі журналу «Парі-Матч» назвали Zaz «Артистом року». Телеканал TF1 обрав «Je Veux» улюбленою піснею французів 2010 року.
У четвер 7 червня 2012 у Національному палаці «Україна» в Києві відбувся перший в Україні концерт французької співачки ZAZ.

## Дискографія
Перший альбом співачки називається однойменно — Zaz. Випущений 10 травня 2010, під лейблом Play on.